# Psilocerea insularia
Psilocerea insularia là một loài bướm đêm trong họ Geometridae.